# 가정용 연료 전지
가정용 연료 전지(家庭用燃料電池, home fuel cell, residential fuel cell)는 1차 또는 예비용 발전을 위한 산업용 연료 전지의 축소판이다. 이 연료 전지들은 보통 열과 전기가 결합된 CHP 또는 소형 열병합 발전 MicroCHP 기술에 기반을 두며 전기와 가열된 물이나 열기를 생산한다.
상업용 셀은 일본에서 에네팜(Ene-Farm)이라 부르며 연료 전지를 통해 전기와 가열된 물을 생산하기 위해 천연 가스를 사용하는 지역 정부가 지원한다.

## 같이 보기
- 지속 가능한 에너지